# Julian Farino
Julian Farino, né le 12 décembre 1965 à Londres, est un réalisateur et producteur de télévision anglais. Il a été rédacteur en chef de la section sports du Livre Guinness des records et est surtout connu pour son travail sur la série télévisée Entourage ainsi que pour la production de plusieurs films au Royaume-Uni.

## Biographie
Farino est né et a grandi à Londres. Il a fréquenté l'université de Cambridge, puis a réalisé des documentaires pour ITV Granada, traitant des thématiques telles celles des drag queens, des jeunes musiciens classiques, des enfants stars et des boxeurs. Il réalise notamment They Call Us Nutters, décrivant la vie dans une aile particulière de l'Hôpital Ashworth, et A Winter's Tale, décrivant la vie des habitants de l'un des endroits les plus froids de la planète : Oïmiakon, dans l'est de la Sibérie.
En 2000, il réalise 7Up 2000 (en), suivi de 14 Up in 2007. Parmi ses œuvres les plus reconnues, on compte une adaptation de L'Ami commun de Charles Dickens, qui remporte quatre BAFTAs, Bob and Rose et Flesh and Blood.
En 2004, Farino déménage aux États-Unis pour travailler pour Home Box Office (HBO). Il réalise la plus grande partie des épisodes de la série Entourage, puis travaille sur les séries Big Love et Rome. Il est producteur exécutif et réalisateur de How to Make It in America.
En 2010, Farino réalise The Oranges, mettant en vedette Hugh Laurie et Leighton Meester.
Farino vit à Los Angeles avec sa femme, l'actrice Branka Katić, et ses deux fils Louis et Joe.

## Filmographie

### Films
- 1999 : The Last Yellow
- 2000 : 7Up 2000 (en)
- 2003 : Byron
- 2011 : Love Next Door (The Oranges)
- 2014 : Marvellous (en)
- 2024 : The Union

### Séries télévisées
- 1960 : Coronation Street
- 1994 : In Suspicious Circumstances (en)
- 1995 : Out of the Blue (1995)
- 1996 : Savage Skies (en) (The Winter's Tale)
- 1997 : Our Mutual Friend
- 1997 : Wokenwell (en)
- 1998 : Sex and the City
- 2001 : Bob et Rose
- 2002 : Flesh and Blood
- 2004 : Entourage
- 2005 : Rome[1],[2]
- 2006 : Big Love
- 2006 : The Office
- 2007 : 14up 2000[3],[4],[5],[6],[7],[8],[9]
- 2010 : How to Make It in America

## Récompenses
- BAFTA Television Craft Award for Best Director pour Love Next Door